# کوه رومولوس
کوه رومولوس (به انگلیسی: Mount Romulus) یک کوه در کانادا است که در آلبرتا واقع شده‌است. کوه رومولوس ۲٬۸۳۲ متر بالاتر از سطح دریا واقع شده‌است.